# Tito Mânlio Torquato (cônsul em 299 a.C.)
Tito Mânlio Torquato (m. 299 a.C.; em latim: Titus Manlius Torquatus) foi um político da gente Mânlia da República Romana eleito cônsul em 299 a.C. com Marco Fúlvio Petino. Provavelmente era filho do Tito Mânlio que foi executado por seu avô, Tito Mânlio Capitolino Imperioso, por desobedecer suas ordens. Tito Mânlio Torquato, cônsul em 235 a.C., era seu filho.

## Consulado (299 a.C.)
Foi eleito cônsul em 299 a.C. com Marco Fúlvio Petino. Segundo Lívio. Antes do início da Terceira Guerra Samnita no ano seguinte, a guerra já havia irrompido entre Roma e a Etrúria quando os etruscos decidiram invadir Roma apoiados por mercenários gauleses, uma violação do tratado anterior. Os gauleses abandonaram a aliança e os etruscos se viram sozinhos para enfrentar um exército liderado pelo cônsul Tito Mânlio, que, contudo, morreu depois de cair do cavalo numa demonstração de suas habilidades equestres. A eleição para substituí-lo elegeu Marco Valério Corvo como cônsul sufecto. Ele seguiu para a Etrúria e começou a devastar o território tentando atrair os etruscos para uma batalha campal, o que eles lhe negaram.